# Seven de Australia
El Seven de Australia es un torneo masculino de selecciones nacionales de rugby 7 que se ha disputado en Australia desde el año 2000 como parte del calendario de la Serie Mundial de Rugby 7.
Se disputó en el Estadio Ballymore de Brisbane desde 2000 hasta 2003, aunque la edición 2001 se canceló porque el gobierno australiano le negó las visas a los jugadores de Fiyi. el Adelaide Oval de Adelaida desde 2007 hasta 2011, el estadio Robina de Gold Coast desde 2011 hasta 2014, y el Sydney Football Stadium a partir de 2016. El torneo también se lo conoce por el nombre de sus sedes, es decir Seven de Brisbane, Seven de Adelaida, Seven de Gold Coast y Seven de Sídney.

## Palmarés
| Temporada | Edición         | Campeón       | Marcador final | Subcampeón     |           |
| --------- | --------------- | ------------- | -------------- | -------------- | --------- |
| 1999-00   | Brisbane 2000   | Fiyi          | 24-21          | Australia      |           |
| 2000-01   | Brisbane 2001   | Cancelado     | Cancelado      | Cancelado      | Cancelado |
| 2001-02   | Brisbane 2002   | Australia     | 28-0           | Nueva Zelanda  |           |
| 2002-03   | Brisbane 2003   | Inglaterra    | 28-14          | Fiyi           |           |
| 2003-06   | No se disputó   | No se disputó | No se disputó  | No se disputó  |           |
| 2006-07   | Adelaida 2007   | Fiyi          | 21-7           | Samoa          |           |
| 2007-08   | Adelaida 2008   | Sudáfrica     | 15-7           | Nueva Zelanda  |           |
| 2008-09   | Adelaida 2009   | Sudáfrica     | 26-7           | Kenia          |           |
| 2009-10   | Adelaida 2010   | Samoa         | 38-10          | Estados Unidos |           |
| 2010-11   | Adelaida 2011   | Nueva Zelanda | 28-20          | Sudáfrica      |           |
| 2011-12   | Gold Coast 2011 | Fiyi          | 26-12          | Nueva Zelanda  |           |
| 2012-13   | Gold Coast 2012 | Fiyi          | 32-14          | Nueva Zelanda  |           |
| 2013-14   | Gold Coast 2013 | Nueva Zelanda | 40-19          | Australia      |           |
| 2014-15   | Gold Coast 2014 | Fiyi          | 31-24          | Samoa          |           |
| 2015-16   | Sídney 2016     | Nueva Zelanda | 27-24          | Australia      |           |
| 2016-17   | Sídney 2017     | Sudáfrica     | 29-14          | Inglaterra     |           |
| 2017-18   | Sídney 2018     | Australia     | 29-0           | Sudáfrica      |           |
| 2018-19   | Sídney 2019     | Nueva Zelanda | 21-5           | Estados Unidos |           |
| 2019-20   | Sídney 2020     | Fiyi          | 12-10          | Sudáfrica      |           |
| 2022-23   | Sídney 2023     | Nueva Zelanda | 38-0           | Sudáfrica      |           |
| 2023-24   | Perth 2024      | Argentina     | 31-5           | Australia      |           |
| 2024-25   | Perth 2025      | Argentina     | 41-5           | Australia      |           |

## Posiciones
- Número de veces que las selecciones ocuparon cada posición en todas las ediciones.

| Equipo         | Campeón | 2º puesto |
| -------------- | ------- | --------- |
| Fiyi           | 6       | 1         |
| Nueva Zelanda  | 5       | 4         |
| Sudáfrica      | 3       | 4         |
| Australia      | 2       | 5         |
| Argentina      | 2       |           |
| Samoa          | 1       | 2         |
| Estados Unidos |         | 2         |
| Kenia          |         | 1         |